# Социологија
Социологија (лат. societas — друштво; стгрч. λόγος — наука) јестe општа и основна наука о друштву. Ова наука користи разне методе емпиријског истраживања, симболичке интерпретације и критичке анализе како би развила систематско знање о друштвеним активностима, често са циљем примене овог знања ради достизања друштвеног благостања. Предмет изучавања се креће од микронивоа друштвене акције и интеракције до макро нивоа система и друштвених структура.

## Општа социологија и посебне социолошке дисциплине
Општа социологија проучава друштво као целину унутар које важе одређена правила и законитости. У жижи њеног интересовања се налазе друштвена класификација (класе), друштвена покретљивост појединаца и друштвене промене.
Посебне социолошке дисциплине се баве изучавањем појединих друштвених подручја. Шездесетих година 20. века посебне социолошке дисциплине су почеле нагло да се развијају, нарочито у земљама са дужом традицијом развоја социологије уопште (Француска, Немачка, САД и друге).

## Социологија и друге друштвене науке
Сарадња између социологије и других друштвених наука је веома тесна. Социологија пружа посебним друштвеним наукама теоријски и методолошки оквир за изучавање засебних области друштвене стварности или појединачних друштвених појава које су предмет њиховог изучавања. Посебне друштвене науке социологији заузврат дају огроман емпиријски (искуствени) материјал до којег су дошле. Приликом изучавања општих друштвених законитости, социологија уважава законитости које су утврдиле посебне друштвене науке.

## Метод социологије
У циљу научног објашњења друштвених појава социологија користи квалитативне и квантитативне методе или технике. Свака етапа истраживања има своје методе.
Методи за прикупљање података:
- Посматрање је основни и уједно најстарији метод за прикупљање података о друштвеним појавама. Посматрање се састоји у непосредном чулном опажању које се одвија према унапред успостављеном плану истраживања и са одређеним сазнајним циљем. Социолог на терену систематски бележи све податке који су битни за објективно научно објашњење посматране друштвене појаве. Посматрање се дели на посматрање са учествовањем (посматрач узима удела у збивањима која посматра) и посматрање без учествовања (посматрач се држи по страни).
- Анкета је погодна за масовно прикупљање чињеница или ставова, због чега се користи за испитивање јавног мњења. У великим социолошким истраживањима анкете се прикупљају на терену, у директном контакту анкетара са испитаником. Постоје и други облици анкета као што су телефонска анкета, интернет анкета и сл. Питања која су постављена у анкети могу бити затвореног типа (испитаник треба да одабере један од понуђених одговора) и отвореног типа (испитанику је остављена слобода да сам формулише одговор на постављено питање). Први облик је практичнији у фази обраде података, али је други облик веродостојнији јер није увек могуће предвидети одговоре испитаника и унапред их разврстати.
- Интервју је сличан анкети. Он садржи питања општег карактера, а у току разговора испитивач усмерава испитаника постављањем релевантних питања. Овај метод је погодан када се прикупљају подаци за квалитативну обраду.
- Експеримент је једна врста посматрања, које се одвија у вештачки изазваним условима. Овај метод није уобичајен у социологији јер има извесне недостатке:
  - Друштвене појаве се теже изазивају у циљу тренутног проучавања, те захтевају више времена за истраживање.
  - Експеримент мора остати тајна да би учесници спонтано реаговали у датим условима.
  - Пошто су друштвене појаве врло сложене, мора се добро изоловати група над којом се врши експеримент, да не би дошло до утицаја спољашњих фактора на развој догађаја.

Методи за сређивање података:
- Класификација је логичка радња којом се одређена група података разврстава према критеријумима које поставља истраживач. У социологији нису уобичајене једноставне класификације јер су друштвене појаве саме по себи веома сложене и међусобно испреплетане. Зато се чешће користе типологије.
- Мерење је квантитативно означавање друштвених појава у циљу постизања што веће прецизности. Овде спадају и скале, којима се подаци могу једноставно рангирати, што је веома значајно у случајевима када бројчана квалификација није могућа.
- Статистички методи су у социологији постали уобичајена метода обраде масовних података који су прикупљени анкетним истраживањем.
- Социометрија је техника коју је развио бечки лекар Јакоб Морено, а специфична је по томе што друштвене односе посматра као моделе међуљудског повезивања путем узајамног привлачења и одбијања. Поступак се заснива на откривању структуре друштвених односа (симпатије-антипатије, однос ауторитета, углед унутар групе итд.). Овај поступак је применљив на мале друштвене групе у којима је могуће посматрати међусобне односе свих њених чланова. Резултати се графички приказују на социограмима.
- Анализа садржаја је претежно квантитативна техника којом се бележи учесталост и садржај порука у процесу комуникације. Примењује се у анализи новинских чланака или јавних говора. У оквиру квантитативног дела анализе одређује се количина података у функцији времена, положаја (што говори о значајности) и слично, а у квалитативном делу анализе се одређује тип података (нпр. позитивни, негативни или неутрални ставови).

Методи за тумачење података:
- Упоредни метод се може користити на три нивоа анализе:
  - поређење варијетета једне појаве у оквиру истог друштва;
  - поређење исте појаве у два различита друштва која припадају истој историјској етапи;
  - упоредно-историјски метод.
- Метод мултидисциплинарне анализе је један од статистичких поступака за проучавање узрочно-последичних веза међу друштвеним појавама. Анализа података подразумева проверу да ли је главна хипотеза потврђена или оповргнута, као и проверу да ли је евентуално установљена нека друга релација која није била предвиђена на почетку истраживања.

## Претече социологије
Мисао о друштву је много старија од саме науке о друштву, па се претече социологије могу континуирано пратити још од античке епохе.
Стари робовласнички системи, у којима је владар био поистовећен са богом, нису остављали много простора за критичко размишљање о друштву, а посебно не за чување писаних извора о томе. Такви услови су се стекли тек у античкој Грчкој, где су се сви људи (не рачунајући робове, жене и странце) бавили политиком и учествовали у уређењу полиса. Старогрчки мислиоци Сократ, Платон и Аристотел поставили су темеље данашње социологије, посебно у домену друштвеног и државног уређења, поделе рада, улоге владајућих елита, морала и тако даље. Платонова Држава је прво целовито сачувано дело о државном уређењу.
Средњи век је период у којем је друштво тумачено деловањем натприродних и свемоћних сила, које са неба регулишу читав живот на Земљи. У овом периоду се издвајају два велика мислиоца — Свети Августин и Тома Аквински. Не треба занемарити ни допринос арапског мислиоца Ибна Халдуна.
Са појавом капитализма, појавиле су се две нове класе — буржоазија и пролетаријат. Иако су сви били једнаки пред законом, постојала је велика разлика заснована на економској моћи појединца. Тада су се појавиле две струје у друштвеној мисли:
- Апологетска, која је тежила да објасни и оправда постојећи друштвени и економски систем (на пример теорија друштвеног уговора);
- Критичка, која је анализирајући капиталистичко друштво указивала на нужност његовог укидања и успостављања новог и праведног друштва (утопистичка, а посебно социо-утопистичка мисао, научни социјализам).

## Настанак социологије
Kao засебна наука о друштву социологија је настала у првој половини 19. века. У то време су неке природне науке, као што су биологија и физика, биле веома развијене, те су послужиле као узор за формирање нове науке која би изучавала друштво.
Као што је већ речено, друштво је и раније било предмет изучавања појединих наука, нарочито филозофије, и то социјалне филозофије. Временом је препозната потреба да се заснује засебна наука о друштву. Ту замисао је први изложио Огист Конт (1798—1857) у свом Курсу позитивне филозофије, где је понудио класификацију наука у којој је и социологија нашла своје место. Њен задатак је да изучава друштво у целини, како у стању мировања, тако и у стању кретања. Према Конту, социологија се дели на социјалну статику и социјалну динамику.
- Социјална статика има задатак да прикаже анатомију друштва у стању мировања и да открије неопходне услове за одржавање хармоничних односа у друштву и јединства друштва као целине.
- Социјална динамика би требало да буде општа теорија природног напретка човечанства. Она изучава узроке и законитости друштвених промена.

## Старије социолошке теорије
Механицистичке теорије обухватају она схватања која друштвене појаве и процесе објашњавају помоћу закона који владају у природи, односно у физици и хемији. У механицистички оријентисане социологе убраја се Вилфредо Парето (1848—1923). Он је развио теорију о социјалној равнотежи коју је објаснио појмовима резидум и дериватум.
Биологистичке теорије полазе од идеје да је друштво део органског света који проучава биологија. Стога закони и методи који важе за биологију морају да важе и за социологију. Као резултат открића да сва жива бића имају ћелијску структуру и да у природи постоји борба за опстанак, настала су два правца — органицистички и социјал-дарвинистички.
- Најзначајнији представник органицистичког правца је Херберт Спенсер који је сматрао да у друштву важе закон еволуције, закон одржања енергије (материје) и борба за опстанак. Он је изложио свој концепт преласка друштва из ниже фазе у вишу.
  - У милитаристичкој фази, људи су организовани у хорде, постоји чврста војна организација и дисциплина, одрицање личних права и покоравање војном вођи. Временом то прелази у деспотизам у коме се ствара хијерархија.
  - У индустријској фази, личност је слободна, па њене способности и потребе могу доћи до изражаја. Овде се борба за опстанак манифестује тако што преживи оно друштво које се боље прилагоди индустријском раду, али и које уважава личне потребе.
- Социо-дарвинистички правац подразумева да се друштво може објаснити само помоћу закона о борби за опстанак. Најзначајнији представник овог правца је Лудвиг Гумплович (1838—1909). Он сматра да се у друштву води немилосрдна борба између раса, од којих су неке више, а неке ниже.

Психологистичке теорије истичу свест и психу као најбитнија својства човека. Међу првима са оваквим ставом био је Џон Стјуарт Мил (1806—1873), који је сматрао да људи у друштву задржавају иста својства као и појединци. Такво тумачење се брзо развијало и диференцирало у више праваца. Најзначајнији су индивидуално-психолошки, колективно-психолошки и социјално-психолошки правац.
- Индивидуално-психолошки правац објашњава друштво, као и све друштвене појаве, процесе и односе, па и друштвене законитости уопште, елементима индивидуалне психе. Габријел Тард (1843—1904) сматра да је кључни елемент психе подражавање. Вилијам Макдугал (1871—1938) томе додаје инстинкт. Зигмунд Фројд (1876—1939) сматра да су кључни елементи нагони, и то полни нагон и агресивни нагон. Макс Вебер (1864—1920) сматра да се све друштвене појаве могу објаснити њиховим унутрашњим смислом. Због тога не треба испитивати узроке појава, већ их треба разумети (томе служе идеално-типске конструкције).
- Колективно-психолошки правац је настао у класичној немачкој филозофији, посебно у Хегеловим делима. Најистакнутији представник овог правца је Емил Диркем (1858—1917), који каже да друштво није прост збир појединаца, већ да оно има своја обележја и законитости.
- Социјално-психолошки правац је настао са тежњом да се превазиђе екстремност претходна два правца. Најистакнутији представник је Жорж Гурвич (1897—1965). Вршећи класификацију социологије, он друштвене појаве дели на структуриране и аструктуралне. Структуриране појаве су и конкретно-апстрактне, тј. то су велике друштвене групе. Аструктуралне појаве су апстрактне и то су микросоциолошке појаве, мале друштвене групе. Структуриране појаве изучава макросоциологија, док неструктуралне појаве изучава микросоциологија. Појаве које изучавају микро и макросоциологија спадају у сферу хоризонталног плурализма. Поред овога, постоји и вертикални плурализам, који изучава структуре друштва кроз слојеве из којих се оно састоји и то изучава дубинска социологија. Према Гурвичу, постоји десет слојева од којих се састоји друштво у вертикалној структури. То су:
  - морфолошка и еколошка површина;
  - друштвене организације или организоване надградње;
  - друштвени узори;
  - колективна понашања која се одвијају са извесном привлачношћу, али ван организационих апарата;
  - сплетови друштвених улога;
  - колективни ставови;
  - друштвени симболи;
  - еруптивна, новаторска и стваралачка колективна понашања;
  - колективне идеје и вредности;
  - колективна друштвена стања и колективни психички акти;
- Бихевиористичка социологија настоји да објасни друштво, друштвене појаве и појединачну психу као резултат друштвеног понашања појединаца, које је у крајњој линији њихова реакција на спољну средину.

## Новије социолошке теорије
Функционализам је један од најутицајнијих праваца у савременој грађанској социологији. Јавља се у три варијанте: првобитној биологистичкој, нормативној и социјално-кибернетској. Основна идеја је схватање друштва као трајне и стабилне структуре, чији су елементи чврсто повезани и чине складну целину. Сваки елемент те целине има одређену функцију, чија је улога да врши одређену делатност која даје допринос одржању постојеће целине, пре свега у стању хармоничне равнотеже. Основни принципи функционализма су:
- Принцип функционалног јединства друштва, по коме је друштво затворен систем хармонично усклађених делова;
- Принцип универзалности, по коме сваки део друштва има позитивну улогу у одржавању система;
- Принцип нужности, по коме сваки део, вршећи своју улогу, одржава континуитет система;
- Принцип динамичне равнотеже и континуитета, по коме у сваком друштвеном систему постоје механизми који га држе у равнотежи или су способни да га после поремећаја равнотеже врате у пређашње стање.

Структурализам је преузет из социјалне антропологије. Његова суштина је у истицању и наглашавању значаја друштвене структуре, односно у настојању да се тежиште истраживања друштва помери од човека ка структури. Главни представник је Мишел Фуко.
- Формално-социолошки правац утврђује специфичност предмета социологије у форми, одвојено од садржаја друштвене појаве. У томе је најдаље отишао Леополд фон Визе у Систему опште социологије. Он је сматрао да социологија као општа наука о друштву изучава односе између људи, а посебне социологије изучавају односе између људи и ствари. Навео је четири основне категорије свог социолошког система:
  - Друштвени процес је онај процес којим се људи повезују једни са другима или се међусобно раздвајају.
  - Друштвени однос је лабилно стање повезаности или раздвојености између људи које је резултат једног или више социјалних процеса.
  - Друштвени простор је универзум у коме се одигравају социјални процеси.
  - Друштвена творевина је множина социјалних односа који су тако повезани да у практичном животу представљају јединство.

Марксизам је правац који је настао у оквиру учења Карла Маркса (1818—1883), Фридриха Енгелса (1820—1895) и њихових следбеника. Ово учење представља скуп теорија које се односе на сва подручја објективне стварности, као што су филозофска, економска, социолошка и антрополошка теорија. Све ове теорије заједно представљају целину и означавају јединствен поглед на свет.
Марксизам има неколико теоријских и идејних претеча:
- У оквиру немачке класичне филозофије, велики утицај је имао Георг Вилхелм Фридрих Хегел (1770—1831). Преузимајући од Хегела принцип дијалектике, Маркс и Енгелс су му дали материјалистичку садржину. Филозофску основу марксизма чини јединство филозофског материјализма и дијалектике.
- Учење енглеских економиста XVII и XVIII века се заснивало великим делом на чињеници да је Енглеска тог доба била најразвијенија капиталистичка земља и да је у том смислу пружала солидну искуствену основу за изучавање капиталистичког начина производње и буржоаског друштва уопште. Најистакнутији представници енглеске политичке економије били су Адам Смит (1723—1790), чији је најважнији рад Истраживање о узроцима и природи богатства народа и Давид Рикардо (1779—1823), чији је најважнији рад Начела политичке економије и опорезивања. Они су анализирали рад као извор богатства и поставили темељ радне теорије вредности, коју су касније Маркс и Енгелс употребили за стварање теорије вишка вредности, која представља суштину њиховог економског учења.
- Социјал-утопистичка учења су такође допринела марксизму снажном критиком капитализма и указивањем на потребу његовог укидања.

У време када је настало Марксово учење о друштву појавила се социологија као наука у делима Огиста Конта и Херберта Спенсера. Марксизам и социологија су настали у исто време и у сличним друштвеним и политичким условима, али су један према другоме показали крајњу игноранцију. У ствари, радило се о дубокој и оправданој нетрпељивости. Први социолози и њихови каснији следбеници су сматрали да је Марксово учење о друштву опасна идеологија нижих слојева који преко ње желе да се домогну власти и промене свет у своју корист. А Маркс и Енгелс су, у новој науци о друштву — социологији, видели конзервативну друштвену мисао која је настала са циљем да ауторитетом науке, не само објасни, већ и оправда постојеће друштвене односе и на тај начин обезбеди њихову стабилност и трајање. И једни и други су били у праву. Својом теоријом Маркс и Енгелс су заиста желели да укину постојећи и успоставе нови свет, а касније ће та теорија стварно и послужити радничкој класи као средство или оружје у борби за освајање власти и промену света. А буржоаски социолози су свој велики теоријски систем заиста ставили у службу научне аргументације за очување класног друштва буржоаског типа. Истина, Марксово учење о друштву није строго социолошко, јер се тиче и економије, филозофије и антропологије, али би се са аспекта савремене социологије, у мањој или већој мери, сличне примедбе могле упутити и Марксовим савременицима грађанске оријентације, који се сматрају готово званичним творцима социологије као науке.
Суштина Марксовог учења о друштву садржана је у реченици: „Не одређује свест људи њихово биће, већ обрнуто, њихово друштвено биће одређује њихову свест.“

## Савремена социологија
Од свог настанка средином 19. века до средине 20. века, дакле у првих сто година свог постојања, социологија је имала велике напоре да се конституише као нова наука, односно као општа друштвена наука. Ти напори су донели драгоцене резултате: социологија се временом конституисала као самостална наука, дефинисала је свој предмет, полако су створени услови за уобличавање социолошког метода, прилично успешно је одређен однос социологије према другим наукама, као и однос социологије према другим друштвеним наукама. Пошто се друштво непрестано мењало, препозната је потреба да се и наука о друштву промени и да се формира нека нова социологија. Већ је на самом почетку дошло до различитих схватања концепција промена које социологија треба да претрпи у погледу своје трансформације:
- Прва група схватања се заснива на уверењу да се преко уклањања недостатака у постојећим теоријским системима или у оквиру емпиријских истраживања, ти недостаци превазилазе уношењем извесних корекција. Тиме би практично била сачувана теоријска суштина постојеће социологије, само би, у складу са измењеним друштвеним околностима, теоријска уопштавања и теоријска интерпретација били тражени на вишем нивоу.
- Друга група схватања се заснива на уверењу да се решење за постојећу ситуацију у социологији налази у једној новој, различитој од дотадашње социологије. Она би требало да пружи нову теоријску основу за целовито изучавање друштва, да буде хуманистички усмерена и способна да покрене и усмерава друштвене процесе и промене. Нарочито је био изражен захтев за активним односом нове социологије према друштвеној пракси. У том смислу се овај захтев може схватити као протест савремених социолога против бесплодности дотадашње социологије у односу на друштвену праксу. Али и ова тзв. нова социологија има две струје: радикалну и хуманистичку.
  - Радикална социологија се јавља шездесетих година у САД и западној Европи нешто касније. Она изражава крајњи критички однос према статичкој визији друштва у досадашњој социологији. Радикална социологија за коју се они залажу, не треба да буде ни само теоријска, ни само емпиријска наука, али не треба да буде ни вредносно неутрална. Напротив, она би морала да оствари јединство теорије, метода и друштвене акције. Сви представници радикалне социологије су сагласни у уверењу да друштво треба да се мења и да у односу на те промене социологија треба да има активну и значајну улогу. Али, међу њима не постоји сагласност око тога какво би то ново друштво требало да буде, ни којим се путевима до њега може доћи. Једни сматрају да се то може учинити успостављањем контроле над центрима моћи у друштву. Други као пут виде укидање старог друштва путем разарања, деструкције и саботаже. Ново друштво не би смело да садржи ниједан од битних елемената садашњег друштва, у које спадају сва она главна обележја индустријског друштва (масовна производња и расподела, простори урбаних комплекса, бирократски апарат). Степен материјалног развоја у овом друштву би морао да буде такав да сви чланови друштва имају приближно једнаке услове за живот, отприлике онакве какве у савременим развијеним грађанским друштвима има виши слој средње класе.
  - Хуманистичка социологија види суштину садржану у новој визији улоге појединца, човека, у односу на друштво и промене у њему. Са аспекта ове социологије, човек је биће које осећа, мисли и делује, способно, дакле, за активан однос према стварности у којој живи, па према томе и за активан однос према друштву као делу те стварности.